# Piaggio NRG
Der Piaggio NRG ist eine Motorroller-Modellreihe der italienischen Marke Piaggio. Von den seit 1994 hergestellten Rollern gibt es 13 verschiedene Modelle. Die meisten bisherigen Modellreihen von Piaggio, nämlich C16, C26 und C36, wurden über einen Zeitraum von zwei bis vier Jahren produziert. Die aktuelle Baureihe (C46) wird seit 2005 gebaut.

## Modelle
- NRG 50 (SAL1T, 1994–1996) Scheibenbremse vorne 190mm hinten Trommelbremse
- NRG mc² (C04)(1996-1997) Scheibenbremse vorne 190mm hinten Trommelbremse 
  - NRG mc² DD (C18)(1997-1998) Scheibenbremse vorne 190mm hinten Scheibenbremse 175mm
  - NRG Extreme LC DD(C22) (1999–2000)
  - NRG Extreme DT (C21) (1999-2000) luftgekühlt, Scheibenbremse vorn (220mm) und Trommelbremse hinten
- NRG mc³ LC(C32) Scheibenbremse vorne 220mm, hinten Scheibenbremse 175mm
  - NRG mc³ DT (C21)(luftgekühlt, Scheibenbremse vorn (220mm) und Trommelbremse hinten)
  - NRG mc³ DD (wassergekühlt, Scheibenbremsen)
  - NRG mc³ Purejet (mit Direkteinspritzung, Scheibenbremsen)
- NRG Power (C45, seit 2005)
  - NRG Power DT (luftgekühlt, Scheibenbremse vorn und Trommelbremse hinten)
  - NRG Power DD (wassergekühlt, Scheibenbremsen)
  - NRG Power Silver
  - NRG Power Purejet (Direkteinspritzung, Scheibenbremsen)
  - NRG Power DD Silver

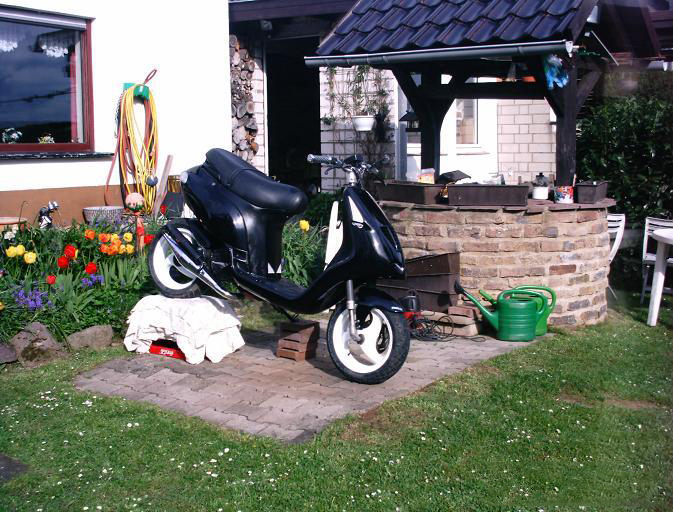
NRG
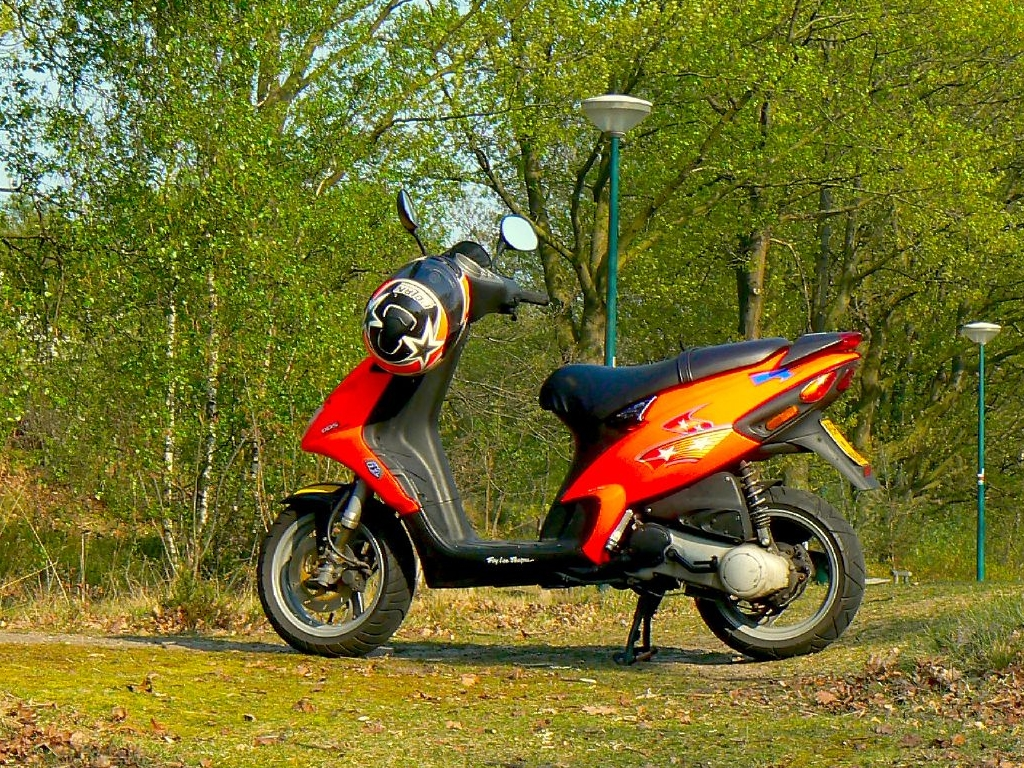
NRG extreme LC
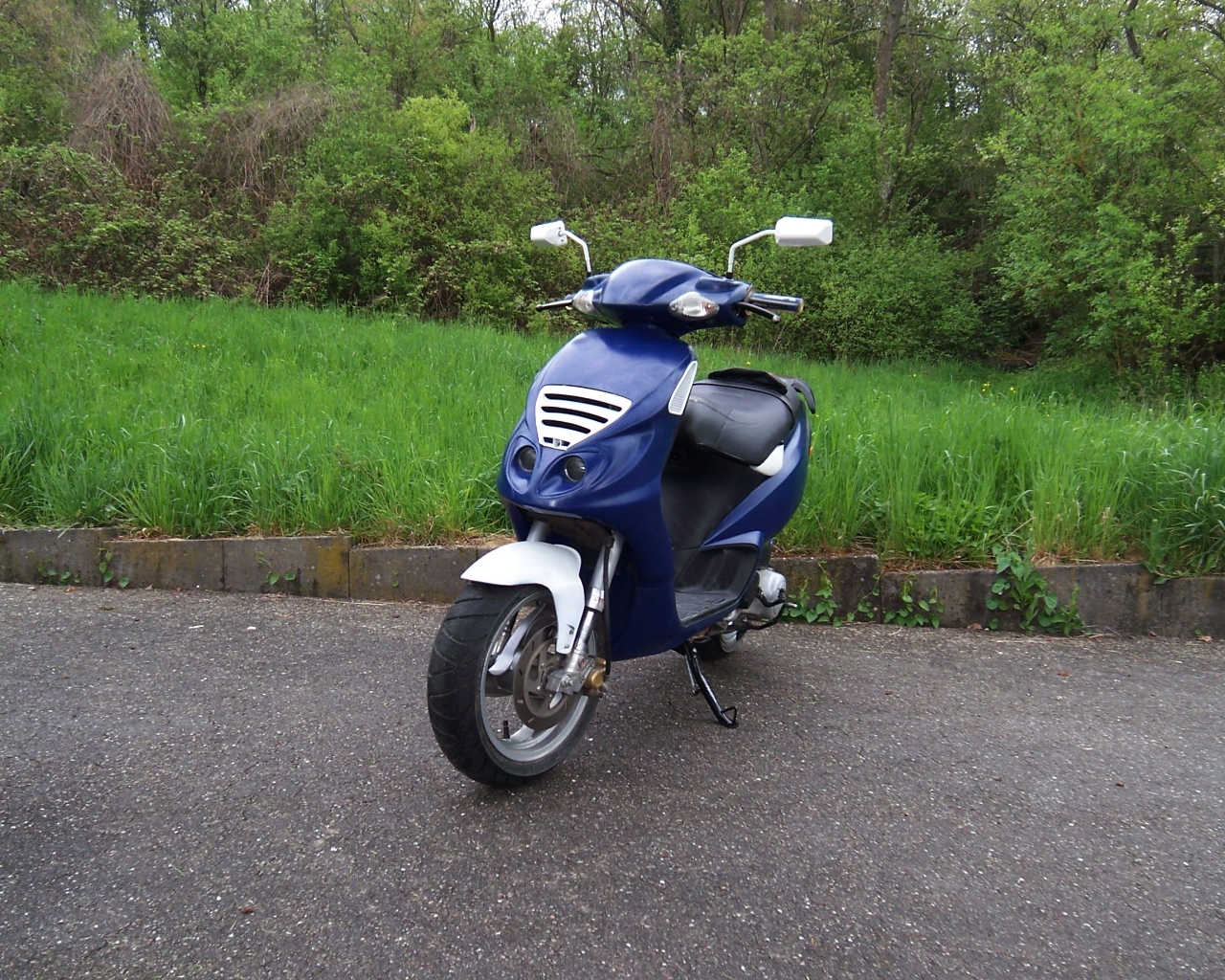
NRG MC3 AC
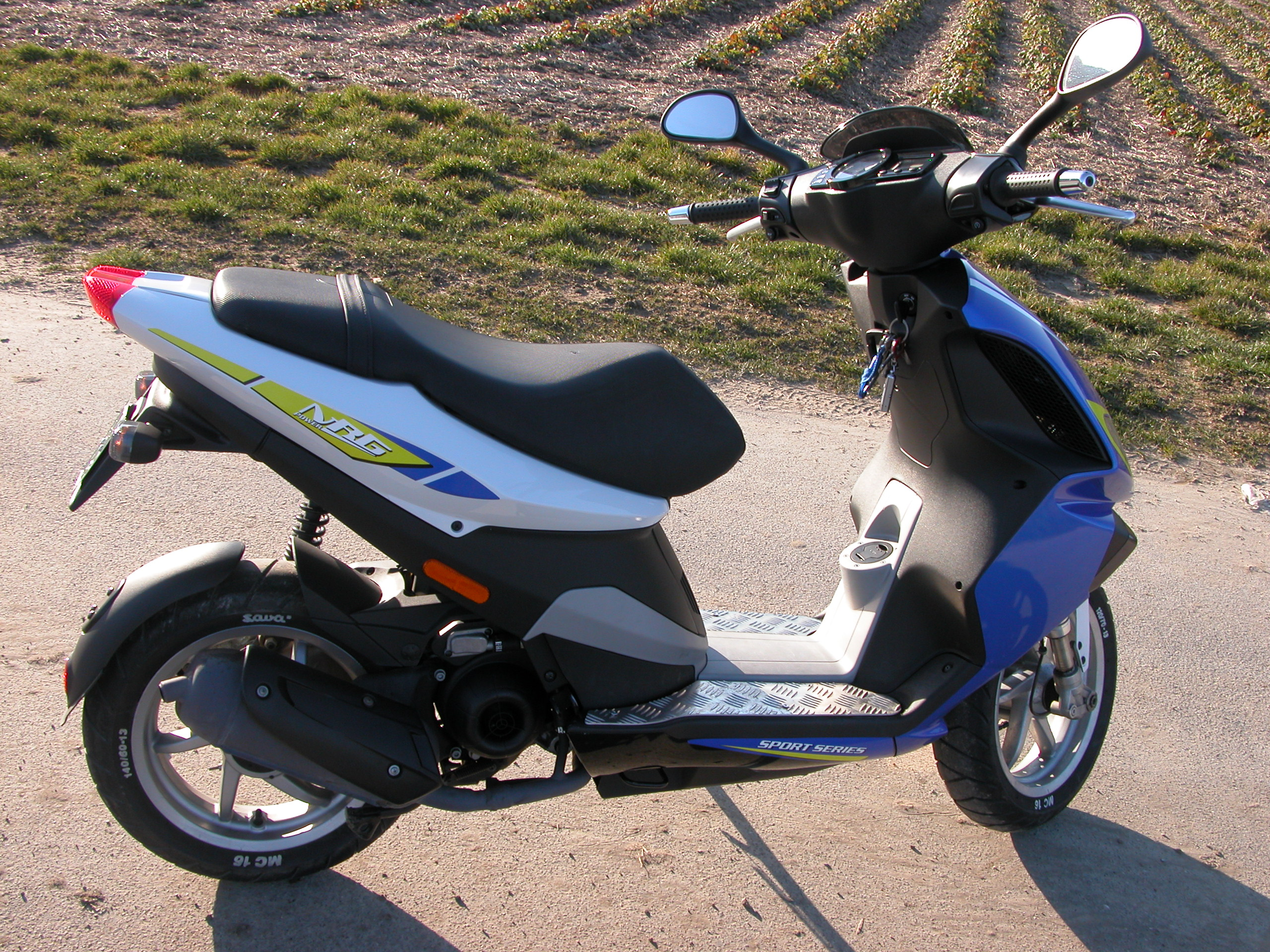
NRG Power DT
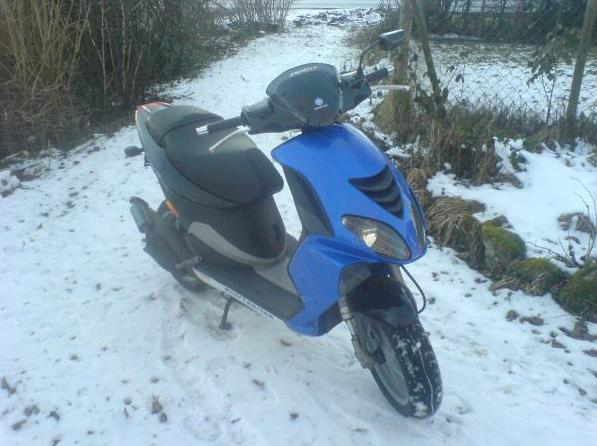
NRG Power DD

## Ausstattung/Unterschiede
Der erste NRG war zu Beginn nur ein kleiner Umbau des TPH: Es gab eine neue Front, große Räder und er wurde mit Wasser gekühlt. Ansonsten war er baugleich mit dem TPH.
Der NRG mc² bekam ein neues Heck und die wassergekühlte Version ab 1998 auch eine Scheibenbremse hinten. Außerdem wurde die Front noch etwas verändert. Sie wurde etwas breiter gestaltet und bekam kleine Scheiben über die Scheinwerfer. Wegen der breiteren Front wurde die innere Verkleidung breiter gebaut. Im NRG Extreme gab es später auch den Hyper-2-Block mit höherer Leistung, der den neuen Abgasgrenzwerten entsprach. Außerdem wurde ein neuer Rahmen und ein größerer Tank verwendet.
Der NRG mc³ wurde auch in einer Variante (Purejet) mit Benzineinspritzung und mehr Leistung angeboten, die Vergasermodelle erhielten einen größeren Vergaser mit 17,5 mm Durchmesser von Dell’Orto und eine SEBAC-Gabel mit 220-mm-Bremsscheibe vorne.
Am NRG Power wurden nur Äußerlichkeiten verändert. Die Technik wurde, bis auf kleinere Details wie den digitalen Tachometer und Drehzahlmesser, unverändert übernommen. Außerdem gab es einen neuen Rahmen, der nahezu baugleich mit dem des Gilera Runner ist, der Runner hat eine Strebe im Mitteltunnel unter der Verkleidung.

## Rennsport
Auf Grund des robusten Motors kann der Roller sehr gut getunt werden. Da viele Teile, wie Sportauspuffe, Zylinder, Vergaser von Fremdherstellern erhältlich sind, ist er in der Rollertuningszene in allen Klassen (von Street bis Highend) sehr stark vertreten.
Wie der NRG ist auch der Piaggio Zip, sehr beliebt im Motorsport, da er auch sehr leicht und wendig ist und vor allem mit dem zuverlässigen Hyper-2-Block ausgestattet ist. Die meisten Rennteams im DSSC setzen auf den Piaggio-Block, da dieser die größte Leistung hat. Auch im EST sind die Piaggio-Fahrzeuge äußerst beliebt.

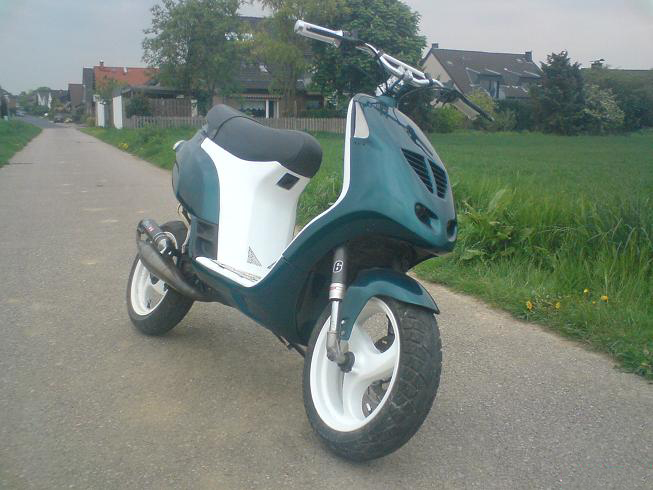
NRG
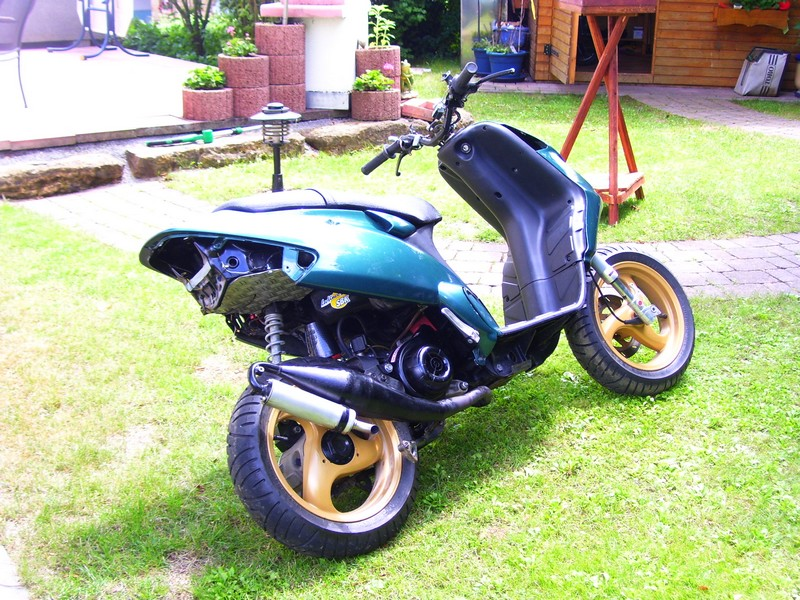
NRG extreme AC
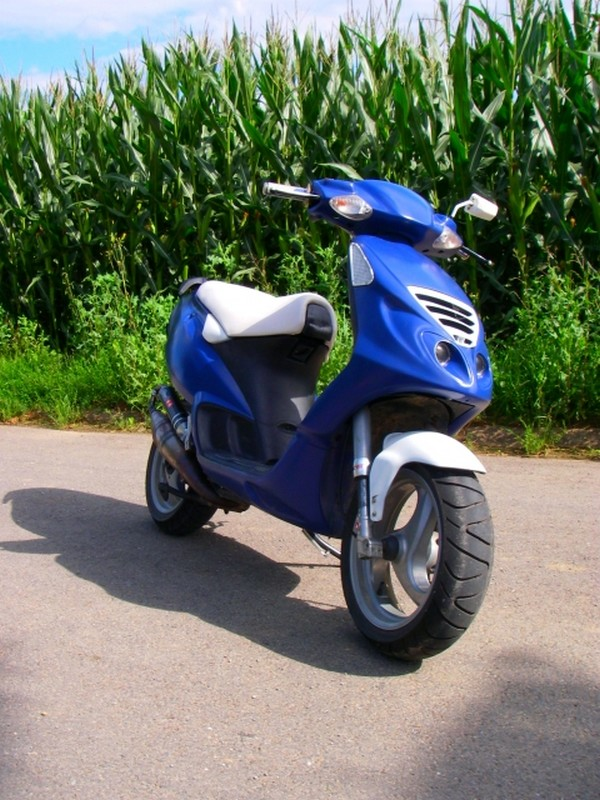
NRG MC³ AC